# Maßenburg
Die Maßenburg ist die Ruine einer Höhenburg auf dem Maßenberg im Süden der Altstadt von Leoben in der Steiermark in Österreich. Am Fuß des Maßenberges befindet sich die Kirche St. Jakob.

## Bauwerk
Die Burg wurde Ende des 13. Jahrhunderts errichtet; aus Stein dürfte zunächst nur der sechseckige Hauptturm gewesen sein, der sich in der Mitte des Bauwerkes befand und dessen östliche Kante zum Eingang der Burg gerichtet war. Die Grundmauern sind heute noch sichtbar. Westlich davon befanden sich Wirtschafts- und Wohngebäude aus Holz, östlich des Turmes die Vorburg mit dem Zugang zur Burg.
Im 14. Jahrhundert wurden die westlichen Holzbauten durch ein steinernes Langhaus ersetzt.
Im 16. Jahrhundert wurde die Burg unter Veit Zollner ausgebaut. So entstand südlich vom Turm das Kanonenrondell, ebenso wurde ein runder Torturm mit Zugang, der so genannte „Hundsbart“, errichtet.
Westlich des Torturms zum Hauptturm hin wurde ein Wohngebäude errichtet, dessen Ecken mit runden Erkertürmchen versehen waren. Östlich des neuen Torturms entstand ein Wirtschaftshof, der von einem Torgebäude, das heute noch als einziges vollständig erhaltenes Gebäude besteht, abgeschlossen wurde.

## Geschichte

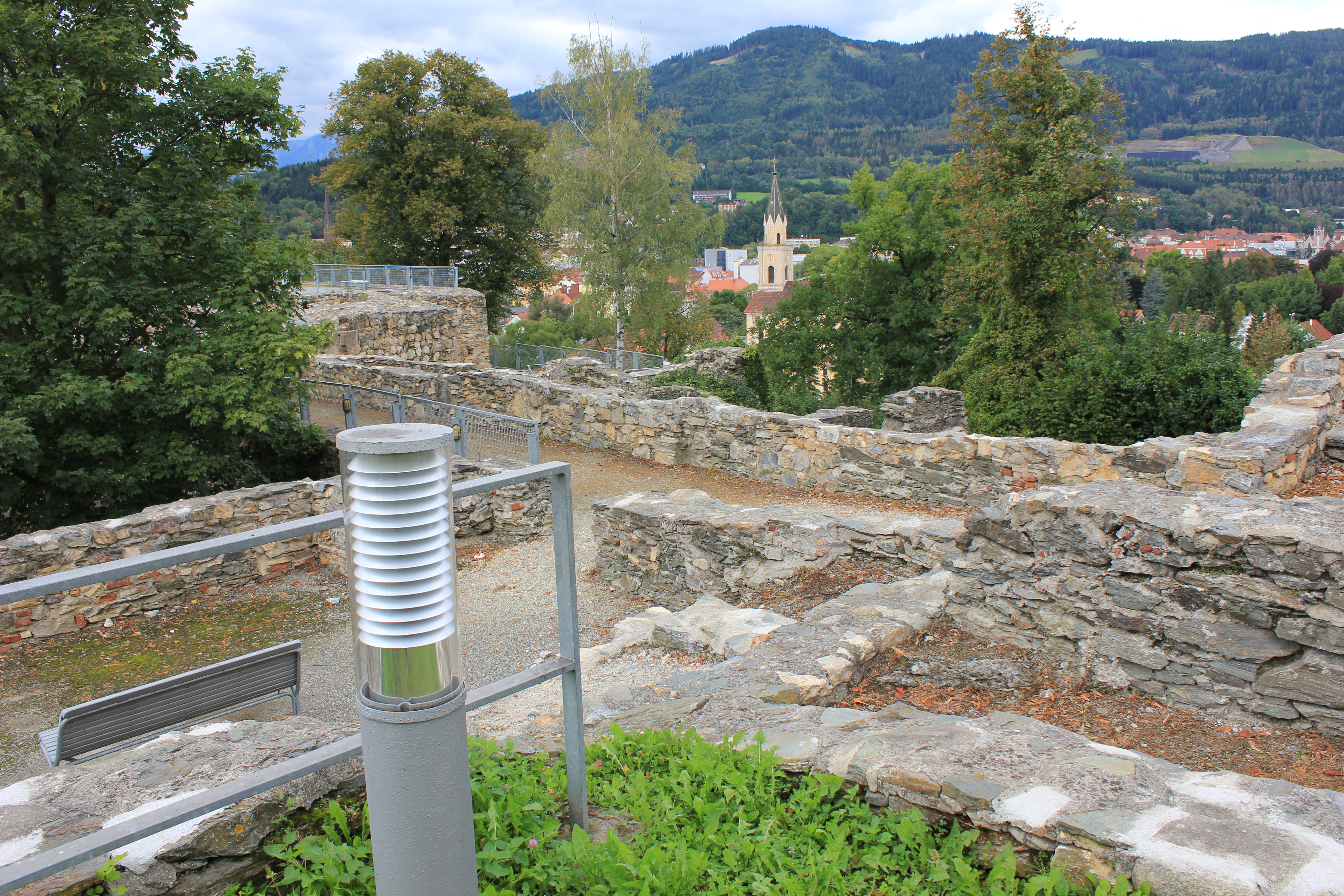
Ansicht der Ruinen

Die Siedlung Leoben wurde 1260 von König Ottokar II. in die Murschleife verlegt. Die neu gegründete Stadt wurde von drei Seiten von der Mur natürlich geschützt. Zum besseren Schutz der Südseite wurde nach 1260 das sogenannte „Oberhaus“ auf dem Maßenberg errichtet.
Die Burg wurde dem mit den Timmersdorfern verwandten ritterlichen Geschlecht der Maßenberger übergeben. Nach dem Wegziehen der Maßenberger wurde die Burg als landesfürstliches Lehen mehreren Adligen als Lehen übergeben.
1440 wurde die Burg von König Friedrich III. an Christof Hofmann zu Formbach übergeben. Als Nachfolger erhielt 1494 der oberste kaiserliche Bergrichter Hans von Malti die Festung. 1502 war die Festung baufällig. Mit dem kaiserlichen Auftrag, die Burg wieder instand zu setzen, erhielt der Eisenerzer Amtmann und Forstmeister Hans Haug die Maßenburg.
Nachdem die Burg wieder verteidigungsbereit gemacht worden war, erhielt sie 1518 Veit Zollner als Pfand. Unter dessen Herrschaft wurde die Burg ausgebaut und modernisiert. 1528 wurde ihm die Burg für seine Verdienste während des Bauernkrieges von 1525 als erbliches Lehen übergeben.
Nachdem die Burg 1542 erneut schadhaft geworden war, wurde sie 1543 erneut instand gesetzt und mit Geschützen bestückt. Nach dem Tod Veit Zollners 1570 erhielt dessen Frau Anna den Besitz, nach ihr die Söhne Erasmus und Peter Zollner. Später kam die Burg an Gottfried Freiherr von Stadl, nach dessen Tod 1627 an Gotthard von Zollner, dessen Lebenswandel die Herrschaft Maßenburg in derart hohe Schulden führte, dass sein Sohn den Besitz 1658 an das Stift Admont verpfänden musste.
Nach dessen Tod erhielt das Erbe sein Sohn Sigmund Friedrich von Zollner. 1694 erbte die Maßenburg Ernst Freiherr von Teufenbach, dessen weitere Verschuldung dazu führte, dass die Burg von den Steirischen Landständen eingezogen wurde.
Nach Bezahlen der ausstehenden Steuern wurde die Burg 1711 an Gräfin Anna Maria von Wurmbrand-Stuppach als Lehen gegeben. 1732 erbte ihre Tochter Gräfin Maria Theresia Stürgkh das Schloss.
Die Burg war bis 1820 noch gut erhalten, erst dann begann der Niedergang. Die Maßenburg wurde als landesfürstliches Lehen zum letzten Mal im Jahre 1860 an Graf Karl Leopold Stürckh übergeben. Allerdings waren damals nur noch die Grundmauern erhalten.
1937 wurden die verwachsenen Mauern der Ruine ausgegraben und restauriert.
Im Jahr 2000 wurde die Ruine erneut restauriert und der Öffentlichkeit zugänglich gemacht. Der nach Westen abschließende viereckige Wehrturm wurde mit einer modernen Aussichtsplattform versehen, von wo man einen Ausblick über große Teile der Stadt Leoben hat.

## Etymologie
Laut F. Lochner, Ortsnamen, steckt in „Massenberg (c. 1160 Massenberch) w. Trofaiach“ das mittelhochdeutsche Wort meiz „Holzschlag“; siehe auch mhd. meizel „Meißel“; aus dieser Vorgeschichte ist die Form Maßenberg bzw. Maßenburg (also langes a) verständlich, die in durchaus relevanten Quellen erscheint: F. Tremel, Land an der Grenze; F. Brauner, Steirische Heimathefte; amtliche Österreichische Karte 1:50.000 des Vermessungsamtes u. a.